# Trotteria quadridentata
Trotteria quadridentata är en tvåvingeart som beskrevs av Maia 2001. Trotteria quadridentata ingår i släktet Trotteria och familjen gallmyggor. Inga underarter finns listade i Catalogue of Life.